# Церковь Святого Георгия (Мангуп)
Церковь Святого Георгия — руины православного храма XV—XVI века на Мангупе, расположенные в основании мыса Елли-бурун.

## Описание
Памятник представлял собой однонефную церковь с апсидой, размерами 9,60 на 6,00 м, ориентированную строго по оси запад — восток, внутри состоявшую из прямоугольного наоса (6,30 на 4,40 м) и алтарной части (2,40 на 1,60 м). Следов собственно алтаря (алтарной преграды и престола) археологическими исследованиями пока не обнаружено.
Стены храма сложены вперевязь, в технике трёхслойной двупанцирной кладки с забутовкой, на известковом растворе с добавлением песка и крупной речной гальки. На 2015 год фундамент, толщиной около 0,8 м (в углах до 1 м), сохранялся на высоту 6 рядов кладки (до 1,17 м высотой). Камни фундамента (бут крупного и среднего размера с грубой лицевой подтёской) клались на выровненную поверхность скалы, местами с грунтовыми подсыпками. Лицевые поверхности стен были облицованы прямоугольными блоками с тщательно подтёсанной поверхностью и оштукатуренные изнутри и снаружи. Перекрытие церкви было стропильным, уклон ската кровли предполагается до 20°, основным материалом покрытия крыши использовалась черепица. Вход в храм располагался с западной стороны, внутри здания раскопаны 2 неоднократно использованные гробницы. Стены и своды церкви, включая её алтарную часть, изнутри были покрыты богатой многоцветной фресковой росписью, использовались природные красители шести цветов: жёлтого, зелёного, красного, коричневого, чёрного и синего; археологи предполагают наличие двух слоёв фресковой росписи, что, вероятно, связано с двумя периодами (ремонтами) в истории церкви. При храме существовал некрополь, в основном с двумя типами погребальных сооружений (вырубленными скальными гробницами): прямоугольные ямы и «склепного» типа с небольшим входом-дромосом, предназначенные для многократных захоронений.

## История
По итогам археологических исследований 2015—2016 года в истории сооружения было определено несколько строительных периодов. Первым считается не имеющее точной хронологии скальное сооружение, функциональное назначение пока неясно, от которого сохранились отдельные вырубленные ступени высотой от 0,07 до 0,31 м. На месте этого здания, в первой половине XV века (вероятнее всего, во второй четверти столетия), возводится однонефный одноапсидный храм современных размеров (его «полом» стала скальная поверхность, неровности которой были снивелированы грунтовыми подсыпками с известковой обмазкой) с расположенным вокруг него на двух скальных террасах кладбищем — собственно церковь Св. Георгия. Причиной такого хронологического заключения служит вывод о возведении фундамента на предыдущем культурном слое. Храм пострадал при падении Мангупа 1475 году и был на некоторое время заброшен. Восстановление церкви начинается в конце XV — начале XVI века (по находкам монет — не позднее правления хана Менгли Гирея I (1478—1515 год)). Новый уровень «пола» был сооружён на «каменном завале на 2-м слое» — видимо, на выровненных остатках разрушения. Он был вымощен плитовой вымосткой, в этот период появляются две гробницы у входа в наос с каменной обкладкой и новый алтарный престол с солеей. Изнутри церковь была заново покрыта фресковой росписью. Согласно турецкой переписи начала XVI века в городе, в пределах оборонительных стен, числилось шесть кварталов (приходов) — видимо, в качестве приходской церкви и был восстановлен храм. Новый храм просуществовала недолго — ближе к концу XVI века христианское население покидает Мангуп и наиболее поздняя датированная находка из раскопок храма — монета хана Девлет Гирея I (1550—1577 год). Мартин Броневский, посетивший Мангуп около 1578 года, отмечал её «ничтожное» состояние. Ко времени же путешествия Эвлии Челеби в 1666—1667 годах церковь и кладбище при ней были окончательно заброшены, а в начале XIX века стены были разобраны на строительный материал.

## История изучения
О храме сохранились древние письменные свидетельства. Польский дипломат Мартин Броневский в 1578 году видел ещё сохранившуюся церковь и оставив об этом соответствующую запись
Теперь остались там только греческая церковь Св. Константина и другая Св. Георгия, совершенно ничтожные.
 Известный турецкий путешественник Эвлия Челеби 1667 года упоминал интересные подробности о храме
На одной из сторон дороги стоит храм неверных. Над его дверью на четырёхугольной мраморной доске находится вырезанное изображение всадника на коне с копьем. Под ногами коня — убитый дракон. Это — удивительное волшебство.
В 1912 году, при раскопках в верховьях балки Капу-дере, Р. Х. Лепером был обнаружен фрагмент этого рельефа (сохранилась лишь нижняя часть коня, несущего всадника, который повергает дракона), что позволило отождествить археологический объект с храмом св. Георгия. Церковь Св. Георгия отмечена на обоих планах Мангупа, выполненных русскими топографами в 1780-е годы, в числе трёх греческих или христианских церквей, как они обозначены в экспликациях к чертежам. О росписи храма упоминал в 1793 году П. С. Паллас
…можно ещё рассмотреть сохранившиеся иконы святых, писанные красками на стенах, и в одной — прекрасный образ Марии
Ф. А. Браун в 1890 году частично раскопал некрополь, но самой церкви «не заметил». На 1912 год, судя по кратким отчётам и фотографиям Лепера, сохранялись нижние ряды стен, облицованные блоками с хорошо обработанной (подтёсанной) лицевой поверхностью; дверной проем с пороговой двучастной плитой и оформленный такими же крупными обработанными блоками в технике двуслойной кладки; плитовая вымостка солеи и нижний ряд алтарной преграды; также тёсаным камнем была отделана апсида храма; сохранялись два престола в алтарной части, в раскопе встречалси фрагменты фрески.